# Tuwanuwa
Koordinaten: 37° 49′ 24″ N, 34° 34′ 14″ O

Lage von Tuwanuwa zwischen dem Unteren Land und Kizzuwatna

Tuwanuwa war im spätbronzezeitlichen 2. Jahrtausend v. Chr. eine Stadt im Unteren Land des hethitischen Großreichs nahe Kizzuwatna. Es lag an der Stelle des antiken Tyana und des heutigen Kemerhisar in der türkischen Provinz Niğde.
Tuwanuwa wird erstmals erwähnt im Thronfolgeerlass des Großkönigs Telipinu (16. Jahrhundert v. Chr.) unter den Ländern, die die Söhne des Labarna (17. Jahrhundert v. Chr.) beherrschten. Die Bedeutung der Stadt ist begründet in der Lage an einem wichtigen Verkehrsweg, der vom Mittelmeer über Tarša nach Norden in das hethitische Kernland führte. Der Einfluss des luwischen Reiches von Arzawa reichte laut einem Text aus der Zeit des Ḫattušili III. (13. Jahrhundert v. Chr.) in der Regierungszeit des Tudḫaliya II. (ca. 1375–1355 v. Chr.) bis nach Tuwanuwa und Uda, wobei die Lage des letzteren noch unklar ist. Dessen Sohn und Nachfolger Šuppiluliuma I. konnte in Kämpfen in der Region von Tuwanuwa das Gebiet wieder für seinen Vater zurückerobern, was letztlich zur Vertreibung von Arzawa aus Kizzuwatna führte. Šuppiluliumas Nachfolger Muršili II. ruft in seinen Pestgebeten mehrfach verschiedene Götter von Tuwanuwa an. Nachfolger der Stadt in der Zeit der spätluwischen Kleinstaaten war das eisenzeitliche Tuwana.